# Roseč
Roseč település Csehországban, a Jindřichův Hradec-i járásban. Roseč Hatín, Polště, Ratiboř és Jindřichův Hradec településekkel határos. Lakosainak száma 220 fő (2024. január 1.).

## Népesség
A település lakosságának változását az alábbi diagram mutatja:
| Lakosok száma | 451  | 437  | 385  | 233  | 214  | 199  | 225  | 230  | 225  | 220  |
|               | 1869 | 1890 | 1921 | 1950 | 1980 | 2001 | 2017 | 2019 | 2022 | 2024 |